# Plate-forme Volkswagen MLB
Pour les articles homonymes, voir MLB (homonymie).
La plate-forme MLB est une plate-forme automobile modulaire du groupe Volkswagen.

## Histoire
L’Audi A5 de première génération est le premier véhicule du groupe à utiliser cette plate-forme.

## Caractéristiques
Cette plate-forme développée par le groupe Volkswagen est destinée aux véhicules dotés de moteurs avant positionnés longitudinalement.
Elle équipe des véhicules électriques traction ou 4 roues motrices.
Elle reçoit des boîtes de vitesses manuelle, automatique et des motorisations thermiques, électriques ou hybrides.

## Modèles

### MLB
| Marque     | Modèle  | Image | Années de production | Segment                              |
| ---------- | ------- | ----- | -------------------- | ------------------------------------ |
| Audi       | A5 I    |       | 2007 - 2016          | Coupé Coupé 4 portes Coupé cabriolet |
| Audi       | A4 (B8) |       | 2007 - 2015          | Berline Break                        |
| Audi       | Q5 I    |       | 2008 - 2017          | SUV familial                         |
| Audi       | A8 (D4) |       | 2010 – 2017          | Berline de luxe                      |
| Audi       | A7 I    |       | 2010 – 2018          | Coupé 4 portes                       |
| Audi       | A6 (C7) |       | 2011 – 2018          | Berline familiale Break              |
| Porsche    | Macan   |       | 2014 –               | SUV familial                         |
| Volkswagen | Phideon |       | 2011 – 2018          | Berline de luxe                      |

### MLB Evo
La plate-forme MLB Evo est une version améliorée de la plate-forme MLB.
| Marque      | Modèle      | Image | Années de production | Segment                                |
| ----------- | ----------- | ----- | -------------------- | -------------------------------------- |
| Audi        | A5 II       |       | 2016 -               | Coupé Coupé 4 portes Coupé cabriolet   |
| Audi        | A4 (B9)     |       | 2015 -               | Berline Break                          |
| Audi        | Q5 II       |       | 2017 -               | SUV familial SUV coupé                 |
| Audi        | A8 (D5)     |       | 2017 -               | Berline de luxe                        |
| Audi        | A7 II       |       | 2018 -               | Coupé 4 portes                         |
| Audi        | A6 (C8)     |       | 2018 -               | Berline familiale Break                |
| Audi        | Q8          |       | 2018 -               | SUV coupé                              |
| Audi        | E-Tron      |       | 2017 -               | SUV familial SUV coupé                 |
| Audi        | Q7 II       |       | 2015 -               | SUV familial                           |
| Bentley     | Bentayga    |       | 2015 -               | SUV de luxe                            |
| Lamborghini | Urus        |       | 2018 -               | SUV coupé sportif                      |
| Porsche     | Cayenne III |       | 2018 -               | SUV familial sportif SUV coupé sportif |
| Volkswagen  | Touareg III |       | 2018 -               | SUV familial                           |